# Engelhardia serrata
Engelhardia serrata ist eine in Ost- und Südostasien vorkommende Baumart aus der Familie der Walnussgewächse (Juglandaceae).

## Beschreibung
Engelhardia serrata ist ein laubabwerfender bis immergrüner bis über 20 Meter hoch werdender Baum. Die Blätter sind paarig gefiedert, selten unpaarig, und 15 bis 25 cm lang. Der Blattstiel ist 1 bis 2 cm lang und behaart, auch die Rhachis ist mehr oder weniger behaart. Die 6 bis 18 Fiederblättchen sind fast sitzend oder nur kurz gestielt, die Spreite ist elliptisch bis verkehrt-eiförmig, 6 bis 13 cm lang und 2,5 bis 4,5 cm breit, die Unterseite ist dicht schuppig, oberseits feinborstig bis kahl. Der Blattrand ist unregelmäßig gesägt bis gekerbt oder ganz, das Ende ist abgerundet spitz oder zugespitzt. Blütezeit ist im Februar.
Engelhardia serrata ist zweihäusig diözsich. Die ährigen Blütenstände, Kätzchen erscheinen achselständig. Die kleinen, eingeschlechtlichen Blüten mit einfacher Blütenhülle und bis zu vierteiligem Perianth sind von einem dreiteiligen Vorblatt und zwei Deckblättern unterlegt. Die männlichen Blüten besitzen bis zu 7 Staubblätter mit leicht behaarten Antheren, die weiblichen einen einkammerigen Fruchtknoten mit federigen Narbenästen.
Die Nussfrüchte in ährigen hängenden Fruchtständen sind kugelig, rund 3 mm groß und rauhaarig, borstig mit Perianth- und Narbenresten. Die ungleichen Flügel sind an der Basis rauhaarig. Der mittlere Flügel ist bis 3,5 cm lang, die seitlichen etwa 1,3–1,5 cm. Fruchtreife ist im April.

## Verbreitung
Engelhardia serrata kommt in Südwestchina, Indochina, Indonesien und auf den Philippinen vor. In China wächst sie an Berghängen in 700 bis 1000 Meter Höhe. 

## Systematik
Es werden innerhalb der Art zwei Varietäten unterschieden:
- Engelhardia serrata var. serrata
- Engelhardia serrata var. cambodica W.E. Manning

## Belege
- Anmin Lu, Donald E. Stone & L. J. Grauke: Juglandaceae, in: Flora of China, Band 4, 1999, S. 277–285. Science Press, Beijing und Missouri Botanical Garden Press, St. Louis. (PDF; 153 kB).
- Flora Malesiana. Ser. I, Vol. 6, 1960, S. 145, 148–151, online auf biodiversitylibrary.org.